# Lenyeletse Seretse
Mpetwane Lenyeletse Seretse (* 25. Juni 1920; † 3. Januar 1983) war ein botswanischer Politiker der Botswana Democratic Party (BDP).

## Leben
Seretse stammte aus einer einflussreichen Bamangwato-Familie und war seit seiner Jugend ein enger Freund und politischer Verbündeter seines Cousins Seretse Khama. Während des Exils Khamas in London war er Führer einer Gruppe junger, gut ausgebildeter Bamangwato, die für dessen Rückkehr warben. Daneben engagierte er sich für liberale Anliegen wie dem Verbot der Reservate und der Beendigung des Religionsmonopols der London Missionary Society (LMS). Des Weiteren war er Anhänger der Gewerkschaften und Organisator der Bechuanaland Protectorate Worker’s Union (BPWU) in Serowe. Darüber hinaus organisierte er Sport- und Sozialvereine, die oftmals als Foren für politische Debatten dienten. Er war Mitgründer der Botswana Democratic Party (BDP) und war Khamas Schlüsselperson in Serowe.
1964 wurde Seretse Stammessekretär der Bamangwato und 1969 für die BDP erstmals zum Mitglied der Nationalversammlung gewählt, der er bis zu seinem Tode 1983 angehörte. 1974 wurde er in die Regierung von Präsident Seretse Khama aufgenommen, wo er unter anderem Gesundheitsminister, Landwirtschaftsminister sowie Minister für Kommunalverwaltung und Ländereien war. Nach dem Tode Khamas am 13. Juli 1980 übernahm er vom nunmehrigen Staatspräsidenten Quett Masire das Amt des Vizepräsidenten von Botswana und hatte dieses bis zu seinem Tode am 3. Januar 1983 inne, woraufhin Peter Mmusi seine Nachfolge antrat.